# 臺北更生院
25°03′38″N 121°30′47″E / 25.060510°N 121.513068°E
臺北更生院是臺灣日治時期1930年設立的鴉片成癮的戒斷矯正的機構，位在臺北市日新町三丁目（今大同區涼州街28號），隸屬於臺灣總督府警務局。臺北更生院在二戰後由憲兵司令部第四團團部進駐，曾涉及二二八事件及白色恐怖，在1954年則成為光復大陸設計研究委員會會址，此建築則在1994年拆除。國家人權博物館將此處列為不義遺址之一。

## 沿革
關於臺灣日治時期鴉片政策，初期是推行「漸進政策」及「阿片專賣制度」，在1898年實施《臺灣阿片令》，鴉片成癮者在經公醫診斷確認後，才能申請特許證以購買鴉片。然而隨著鴉片販售的收入減少，臺灣總督府於是在1929年1月9日修正《臺灣阿片令》，放寬阿片牌照的審核；但此舉引發了臺灣阿片特許問題，使蔣渭水籌組的臺灣民眾黨向國際聯盟抗議總督府的鴉片政策。在國際聯盟的壓力下，臺灣總督府於是改採行強制矯正的「禁斷政策」，首先在1929年12月23日開始對鴉片的秘密吸食者進行調查，並在1930年1月15日公告設立「臺北更生院」，先在中央研究所內設置臨時的矯正所，並在3月28日移轉到修建完工的「臺北更生院」，亦逐漸在各地的臺灣總督府立醫院設置矯正科。臺北更生院自1930年開設至1941年3月底，總計曾收容過8,682人，包含本島人、內地人、中國人。
臺北更生院的特色之一，是具有完整的設備和研究人員，可說是東洋第一的鴉片戒治醫院；以朝鮮的嗎啡中毒者救療所、大連市的關東廳立救療所為例，其無配置研究人員，設備也不及臺北更生院完備。
| 名稱       | 開設日期      | 收容員額 |
| ---------- | ------------- | -------- |
| 臺北更生院 | 1930年1月15日 | 150人    |
| 基隆醫院   | 1930年7月18日 | 5人      |
| 宜蘭醫院   | 1930年9月1日  | 20人     |
| 新竹醫院   | 1930年7月10日 | 40人     |
| 臺中醫院   | 1930年7月5日  | 60人     |
| 臺南醫院   | 1930年7月15日 | 50人     |
| 嘉義醫院   | 1930年7月25日 | 20人     |
| 高雄醫院   | 1930年8月15日 | 40人     |
| 屏東醫院   | 1930年9月1日  | 20人     |
| 臺東醫院   | 1930年7月28日 | 3人      |
| 花蓮港醫院 | 1930年8月1日  | 15人     |
| 澎湖醫院   | 1930年8月1日  | 2人      |

## 建築
臺北更生院的建築原為臺南人林清月設立的「宏濟醫院」，宏濟醫院是臺灣的第一家私立綜合醫院，而醫院建築在1918年完工。宏濟醫院在之後因無法償還向銀行的借款債務，產權於是被臺灣貯蓄銀行收歸，而臺灣總督府在1930年向其承租，在此設立臺北更生院，作為收容鴉片和毒品成癮患者的機關。
二戰後，臺北更生院在1945年11月改制為「臺灣省立戒煙所」，並搬到臺大醫學院第二附屬醫院內。林家曾向政府收回臺北更生院的產權未果，並在之後由憲兵司令部第四團（簡稱憲四團）團部進駐，其主要任務是兼是在臺的投降日軍和協助警察維持秩序，也是為1947年二二八事件的執行部隊之一，及1950年代槍決政治犯的主要部隊，而此處也曾是監禁政治犯的場所。1954年，光復大陸設計研究委員會設立於此，委員會在1991年解散後，將此處歸還給臺灣第一銀行，然而在內政部於1994年辦理古蹟審查前，遭第一銀行連夜拆除。

## 院長
以下為臺北更生院歷屆院長，然而實際管理則由臺灣第一位醫學博士杜聰明負責。
- 下條久馬一：1930年至1940年
- 土光加壽男：1941年
- 曾田長宗：1942年至1944年[9]